# La Fuente (Las Regueras)
La Fuente (en asturiano y oficialmente: La Fonte) es una casería que pertenece a la parroquia de Valduno en el concejo de Las Regueras (Principado de Asturias). Se encuentra a 55 m s. n. m. y está situada a 5 km de la capital del concejo, Santullano. 

## Población
En 2020 contaba con una población de 11 habitantes (INE 2020) repartidos en un total de 5 viviendas.